# Paul Levi
 (janvier 2020).
Si vous disposez d'ouvrages ou d'articles de référence ou si vous connaissez des sites web de qualité traitant du thème abordé ici, merci de compléter l'article en donnant les références utiles à sa vérifiabilité et en les liant à la section « Notes et références ».
Paul Levi (11 mars 1883 à Hechingen - 9 février 1930 à Berlin) était un avocat et militant communiste allemand.

## Biographie
Né le 11 mars 1883 dans une famille juive antimonarchiste, Paul Levi mène des études de droit et devient avocat. Membre de l'aile gauche du SPD, il est en 1914 l'avocat de Rosa Luxemburg (poursuivie pour « propagande antimilitariste »), avec laquelle il a une brève liaison. 
Hostile à la guerre mondiale, il participe à la Ligue spartakiste et est exclu en 1916 du SPD. En décembre 1918, la Ligue spartakiste crée le Parti communiste d'Allemagne (KPD) ; Paul Levi est membre de la centrale de coordination. 
Au cours de la révolution allemande, et en particulier entre janvier et mars 1919 après l'écrasement de la révolte spartakiste, les principaux dirigeants du KPD sont assassinés (Rosa Luxemburg, Karl Liebknecht, Leo Jogiches). Paul Levi devient alors le dirigeant de fait du KPD. 
En octobre 1919, il dirige l'exclusion de la gauche anti-parlementaire du KPD, qui créera le KAPD. En 1920, il organise la fusion du KPD avec l'aile gauche de l'USPD, ce qui permet aux communistes de devenir pour la première fois un parti de masse. 
En désaccord avec la politique putschiste dictée par les bolcheviks, Paul Levi quitte la présidence du KPD en février 1921. En avril, après l'échec de la grève insurrectionnelle de mars, il publie une brochure (Unser Weg, Wider den Putschismus) qui critique sévèrement la nouvelle direction du KPD et la direction de l'Internationale communiste. Il écrit par exemple : « L'exécutif [de l'Internationale] ne se comporte pas autrement qu'une Tchéka agissant au-delà des frontières russes ». La direction de l'Internationale décide alors de son exclusion. 
Paul Levi crée alors un courant marxiste de gauche — le Kommunistische Arbeitsgemeinschaft (KAG). Ce courant est intégré au sein du SPD en 1922, comme minorité de gauche. Il fonde en 1923 la revue Sozialistische Politik und Wirtschaft, qui elle-même fusionnera avec la revue Der Klassenkampf en 1928. Levi travaille à l'édition de textes, parfois inédits, de Rosa Luxemburg et de Karl Liebknecht.
Malade des poumons, il se suicide le 9 février 1930. Étant député au moment de sa mort, le Reichstag procède à une minute de silence, auxquels seuls deux groupes parlementaires refusent de s'associer : les nazis et le KPD.